# 2022年亞洲運動會電子競技比賽
2022年亞洲運動會电子竞技比赛，是因2019冠状病毒病疫情而延期至2023年进行的第十九屆亞洲運動會的其中一項競賽項目，于2023年9月23日至2023年10月2日在中华人民共和国浙江省杭州市中国杭州电竞中心举行，是电子竞技项目自2018年雅加达亚运会作为表演项目后，首次入选亚洲运动会正式比赛项目，也是电子竞技在2019年东南亚运动会之后第二次亮相大型综合运动会。项目共计产生7面金牌，并设有两个表演项目。

## 赛程
以下是电子竞技项目的比赛赛程：
| P | 预赛 | E | 淘汰赛 | ¼ |  | ½ | 半决赛 | F | 决赛 |

| 日期→项目↓          | 2023年9月   | 2023年9月   | 2023年9月   | 2023年9月   | 2023年9月   | 2023年9月   | 2023年9月   | 2023年9月   | 2023年9月   | 2023年9月   | 2023年9月   | 2023年9月   | 2023年9月   | 2023年9月   | 2023年10月 | 2023年10月 |
| 日期→项目↓          | 24日 （日） | 24日 （日） | 24日 （日） | 25日 （一） | 25日 （一） | 26日 （二） | 26日 （二） | 26日 （二） | 27日 （三） | 27日 （三） | 28日 （四） | 28日 （四） | 29日 （五） | 30日 （六） | 1日 （日） | 2日 （一） |
| ------------------- | ----------- | ----------- | ----------- | ----------- | ----------- | ----------- | ----------- | ----------- | ----------- | ----------- | ----------- | ----------- | ----------- | ----------- | ---------- | ---------- |
| 傳說對決亞運版本    | P           | ¼           | ¼           | ½           | ½           | F           | F           | F           |             |             |             |             |             |             |            |            |
| Dota 2              |             |             |             |             |             |             |             |             |             |             |             |             | P           | ¼           | ½          | F          |
| 梦三国2             |             |             |             |             |             |             |             |             | P           | P           | ¼           | ¼           | ½           | F           |            |            |
| EA Sports FC Online | P           | E           | ¼           | ¼           | ½           |             |             |             | ½           | F           |             |             |             |             |            |            |
| 英雄联盟            |             |             |             | P           | P           | P           | P           | P           | ¼           | ¼           | ½           | ½           | F           |             |            |            |
| 和平精英亚运版本    |             |             |             |             |             |             |             |             | P           | P           | P           | P           | ¼           | ½           | F          |            |
| 街头霸王V：冠军版本 |             |             |             |             |             | P           | E           | ¼           | ¼           | ½           | ½           | F           |             |             |            |            |

## 概况
在2018年雅加达亚运会上，电子竞技以表演项目形式亮相，不设金牌。至2022年杭州亚运会，项目成为正式项目，共设6面金牌，以及机器人及VR两个表演项目。
2017年4月，阿里巴巴集团旗下的阿里体育与亚洲奥林匹克理事会签订合作协议，成为电子竞技项目的合作方。
2023年3月，因暴雪娱乐与网易签订的中国大陆地区合作协议到期，亚欧理事会批准暴雪旗下的《炉石传说》不再作为比赛项目。

### 比赛项目
正式项目
- 《王者荣耀》（亚运版本）
- 《Dota 2》
- 《梦三国2》
- 《EA Sports FC Online（英语：Esports at the 2022 Asian Games – EA Sports FC Online）》
- 《英雄联盟》
- 《和平精英》（亚运版本）
- 《街头霸王V：冠军版本》

表演项目
- 亚洲电子体育联合会机器人大师赛
- 亚洲电子体育联合会VR比赛

来源：

## 參賽代表團
共有30個代表團的476名選手參加比賽：
- 巴林（4）
- 中国（31）
- 中华台北（19）
- 中国香港（31）
- 印度尼西亚（13）
- 印度（15）
- 约旦（7）
- 日本（12）
- （28）
- （15）
- 沙特阿拉伯（21）
- 科威特（1）
- 老挝（15）
- 中国澳门（19）
- 马来西亚（19）
- 马尔代夫（13）
- 蒙古（10）
- 缅甸（16）
- 尼泊尔（23）
- 菲律宾（25）
- 巴勒斯坦（12）
- （4）
- 新加坡（1）
- 斯里兰卡（4）
- 韩国（15）
- 泰国（32）
- （12）
- 阿拉伯联合酋长国（10）
- （23）
- 越南（26）

## 獎牌榜
*   主办国家/地区（中国）
| 排名                | 代表团              | 金牌 | 銀牌 | 銅牌 | 总计 |
| ------------------- | ------------------- | ---- | ---- | ---- | ---- |
| 1                   | 中国*               | 4    | 0    | 1    | 5    |
| 2                   | 韩国                | 2    | 1    | 1    | 4    |
| 3                   | 泰国                | 1    | 1    | 2    | 4    |
| 4                   | 中华台北            | 0    | 2    | 2    | 4    |
| 5                   | 马来西亚            | 0    | 1    | 1    | 2    |
| 6                   | 中国香港            | 0    | 1    | 0    | 1    |
| 6                   | 蒙古                | 0    | 1    | 0    | 1    |
| 总计（共7个代表团） | 总计（共7个代表团） | 7    | 7    | 7    | 21   |

## 獎牌得主
| 项目                          | 金牌                                                              | 银牌 | 铜牌 |
| 王者荣耀（亚运版本） （詳細） | 中国（CHN） · 孙麟威 · 罗思源 · 林恒 · 池晓铭 · 徐必成 · 蒋涛     | 马来西亚（MAS） · 赖家键 · 黄凯玄 · 王俊洋 · 吴俊豪 · 杨展铨 · 张汉辉                                                       | 泰国（THA） · Vatcharanan Thaworn · Anusak Manpdong · Kawee Wachiraphas · Sorawat Boonphrom · Chayut Suebka                               |
| Dota 2 （詳細）               | 中国（CHN） · 王淳煜 · 路垚 · 杨沈仪 · 赵子星 · 余亚军 · 熊家晗   | 蒙古（MGL） · Bilguun Altanginj · Sukhbat Otgondavaa · Munkh-Erdene Battsooj · Batbayasgalan Narankhand · Tugstur Dashzevge | 马来西亚（MAS） · 陳國康 · 莊進祥 · 鄭竣文 · 張順權 · 葉建暐 · 黃葦宏                                                                     |
| 梦三国2 （詳細）              | 中国（CHN） · 程虎 · 程龙 · 付豪杰 · 郭润民 · 姚兴 · 周珂         | 中国香港（HKG） · 陳卓傑 · 羅慶隆 · 葉浩林 · 葉煒林 · 袁柏林                                                                | 泰国（THA） · Walunchai Sukarin · Attakit Samattakitwanich · Teerapat Supasdetch · Chatchapon Chanthorn · Pachara Thong Eiam · Weri Popan |
| EA Sports FC Online （詳細）  | Teedech Songsaisakul · 泰国（THA）                                | Phatanasak Varanan · 泰国（THA）                                                                                            | Kwak Jun-hyouk · 韩国（KOR） |
| 英雄联盟 （詳細）             | 韩国（KOR） · 徐进赫 · 朴载赫 · 鄭智勳 · 李相赫 · 柳岷析 · 崔祐齊 | 中华台北（TPE） · 徐士傑 · 蘇嘉祥 · 洪浩軒 · 朱駿嵐 · 邱梓銓 · 胡碩傑                                                       | 中国（CHN） · 陈泽彬 · 彭立勋 · 田野 · 赵嘉豪 · 赵礼杰 · 卓定                                                                             |
| 和平精英（亚运版本） （詳細） | 中国（CHN） · 朱伯丞 · 张建辉 · 刘云雨 · 黄灿 · 陈玉萌            | 韩国（KOR） · 朴相澈 · 權順賓 · 金蝀見 · 金成炫 · 崔英宰                                                                    | 中华台北（TPE） · 王金弘 · 蔣健廷 · 王柏智 · 陳鴻明 · 蔡宬鍑                                                                              |
| 街头霸王V：冠军版本 （詳細）  | 金管禹 · 韩国（KOR）                                              | 向玉麟 · 中华台北（TPE） | 林立偉 · 中华台北（TPE） |